# 乾杯しゃんしゃん
「乾杯しゃんしゃん」（かんぱいしゃんしゃん）は、きいやま商店の配信限定シングルであり、シングルとしては6作目となる。2020年4月8日配信開始。発売元は、フライング・ハイ。

## 解説
グループにとって5作目の配信限定シングル、シングルとしては約2年半ぶりに発売された。
2017年の『盛り泡ろう!』、『男の泪と泡盛と』に続く、泡盛応援ソング第二弾。今回は、「沖縄で愛される“泡盛”をもっともっと盛り上げたい」と沖縄県酒造組合から依頼を受けて、泡盛応援ソングの3作品目が制作された。また、前川守賢の楽曲『カチャーチどんどん』のオマージュ作品となっている。
配信楽曲の為歌詞は配信されていないが、沖縄県酒造組合のYouTubeチャンネルにてPV（ミュージック・ビデオ）が公開されており、こちらのPVにて歌詞が確認出来る。

## 収録曲
作詞・作曲：きいやま商店、編曲：不明
1. 乾杯しゃんしゃん
  - クレジット表記は無いが、コーラスは「ゆいゆいシスターズ」が担当している。

## 収録アルバム
アルバム未収録